# أولوا فيكتور
أولوا فيكتور (4 مارس 1992 بويلي في الولايات المتحدة - ) هو لاعب كرة قدم أمريكي ومكسيكي في مركز الوسط. لعب مع نادي دالاس.

## وصلات خارجية
- أولوا فيكتور على موقع الدوري الأمريكي (الإنجليزية)
- أولوا فيكتور على موقع قاعدة بيانات كرة القدم.إي يو (الإنجليزية)
- أولوا فيكتور على موقع ليكيب (الفرنسية)
- أولوا فيكتور على موقع Soccerbase.com (لاعب) (الإنجليزية)
- أولوا فيكتور على موقع Soccerway.com (الإنجليزية)
- أولوا فيكتور على موقع عالم كرة القدم.نت (الإنجليزية)
- أولوا فيكتور على موقع AS.com (الإسبانية)